# Asti
Asti là một đô thị và cộng đồng (comune) tỉnh lỵ tỉnh Asti trong vùng Piedmont tây bắc nước Ý, 55 km về phía đông Torino ở đồg bằng sông Tanaro.
Đô thị Asti có diện tích ki lô mét vuông, dân số thời điểm năm 31 tháng 4 năm 2009 là 75.793 người.
Đô thị này có các đơn vị dân cư (frazioni) sau:
Các đô thị giáp ranh: 